# Fatal Games
Cet article concerne le film de Michael Lehmann. Pour l'adaptation en série télévisée, voir Heathers (série télévisée).
Pour plus de détails, voir Fiche technique et Distribution.
Fatal Games, ou Série noire au campus au Québec, (Heathers) est une comédie noire indépendante américaine réalisée par Michael Lehmann et sortie au cinéma en 1989 aux États-Unis et en 1991 en France.
Satire sur l'adolescence et le lycée, le film raconte l'histoire d'un groupe de filles dont le quotidien va être bouleversé quand l'une d'entre elles, Veronica Sawyer (Winona Ryder), commence à tomber amoureuse d'un misanthrope surnommé « J.D. » (Christian Slater) dont le souhait est de se débarrasser de ses camarades puis de maquiller leurs morts en suicide.
Le film a été écrit par Daniel Waters qui souhaitait offrir une vision différente des autres productions pour adolescents de l'époque, avec un ton plus réaliste et sombre. Waters a écrit le film dans l'espoir qu'il soit réalisé par Stanley Kubrick, avant que Michael Lehmann ne soit finalement engagé. Durant sa production, Fatal Games rencontra quelques difficultés, notamment durant sa phase de casting : la violence et le thème sombre du film ayant découragé plusieurs acteurs.
Lors de sa sortie, le film est accueilli chaleureusement par la critique, considéré comme un précurseur dans le genre du film pour adolescent et remportant le Film Independent's Spirit Awards du meilleur film ainsi que le prix Edgar-Allan-Poe du meilleur scénario. Mais malgré son petit budget, le film est un flop financier au box-office. Néanmoins, il a gagné en notoriété avec le temps, devenant un film culte aux États-Unis.
Il a donné naissance à une adaptation en comédie musicale, Heathers: The Musical, jouée à Los Angeles puis en Off-Broadway, ainsi qu'à une adaptation en série télévisée, Heathers.

## Synopsis
Veronica Sawyer est l'une des filles les plus populaires du lycée de Westerburg, à Sherwood, une banlieue de Columbus, dans l'Ohio. Elle fait partie d'une clique crainte par les autres élèves, composée de trois jeunes filles, belles et riches, ayant toutes le même prénom : Heather Chandler, Heather Duke et Heather McNamara. Veronica en a assez de sa bande et souhaiterait retrouver son ancienne vie avec ses amis bien moins populaires.
Un jour, Jason Dean, surnommé J.D., un nouvel élève rebelle, sort un pistolet et tire à blanc sur Kurt Kelly et Ram Sweeney, deux garçons populaires faisant partie de l'équipe sportive du lycée alors qu'ils le harcelaient. Veronica l'observe et en devient fascinée. Elle va ensuite à une soirée universitaire avec Heather Chandler. Quand elle refuse de faire l'amour avec un garçon et vomit sur Heather, cette dernière jure de détruire la réputation de Veronica. J.D. arrive chez Veronica et ils font l'amour dans le jardin. Ils expriment leur haine mutuelle envers la tyrannie de Heather Chandler. Le lendemain matin, Veronica et J.D. s'introduisent chez Heather Chandler. J.D. décide de faire une blague en mettant du déboucheur liquide dans une tasse pour le faire boire à Heather mais Veronica l'en empêche. Elle propose plutôt de mélanger du lait et du jus de fruits pour la faire vomir et ainsi prendre sa revanche. Toutefois, Veronica échange par inadvertance les tasses. J.D. le remarque et tend à Heather la tasse contenant le déboucheur. Elle le boit, tombe sur une table en verre et décède. Veronica panique mais J.D. la convainc d'écrire une lettre de suicide avec l'écriture de Heather Chandler. Cependant, le lycée entier voit le soi-disant suicide de Heather Chandler comme une décision tragique faite par une adolescente troublée, ce qui la rend encore plus vénérée de sa mort que de son vivant. Heather Duke devient alors la chef de la bande et commence à porter le chouchou rouge qui appartenait autrefois à Heather Chandler.
Heather McNamara convainc Veronica d'aller avec elle, Kurt et Ram à un double rendez-vous galant, au cours duquel les garçons, alcoolisées, s'évanouissent dans du fumier bovin. Le lendemain, ils font tourner une rumeur selon laquelle ils auraient eu des relations sexuelles orales avec Veronica, ce qui ruine sa réputation. J.D. propose alors de les piéger en les attirant dans les bois avec la promesse de rendre la rumeur vraie, puis de leur tirer dessus. J.D. tire et tue Ram mais Veronica manque Kurt de peu. Il tente de fuir mais J.D. parvient à le faire revenir vers la scène de crime, où Veronica le tue. J.D. laisse de fausses preuves autour des deux cadavres insinuant l'homosexualité des deux garçons, alors que Veronica crée une lettre de suicide commune. Lors de leur enterrement, les deux garçons sont considérés comme des martyrs contre l'homophobie. Même si Veronica continue à sortir avec J.D., elle est de plus en plus dérangée par son comportement. Martha Dunnstock, une lycéenne obèse, épingle une lettre de suicide sur son buste et se jette sur la route. Elle survit mais est sévèrement blessée, et est sujette de moqueries, ayant soi-disant voulu faire comme les gens populaires. Heather McNamara appelle une émission de radio que Veronica et Heather Duke écoutent pour parler de sa dépression ; le jour suivant, Heather Duke parle au lycée entier de l'appel de Heather McNamara. Cette dernière tente de se suicider par overdose de médicaments dans les toilettes des filles mais est sauvée par Veronica. Elle dit à J.D. qu'elle ne l'aidera plus à tuer .
J.D. fait du chantage à Heather Duke pour que tout le lycée signe une pétition qui est, sans qu'elle ne le sache, une lettre de suicide de masse. Veronica fait un cauchemar dans lequel J.D. tue Heather Duke et où elle voit Heather Chandler morte-vivante à l'enterrement de Heather Duke. Elle se réveille et écrit ce qui paraît être une lettre de suicide dans son journal intime, puis organise une fausse pendaison dans sa chambre. J.D. arrive dans sa chambre par la fenêtre avec un revolver. La pensant morte, J.D. avoue qu'il aurait voulu la tuer si elle ne s'était pas suicidée et lui révèle son plan de faire exploser le lycée pendant un rassemblement. Veronica fait face à J.D. le lendemain au lycée, alors qu'il pose de la dynamite dans la chaufferie. Elle lui tire dessus quand il refuse d'arrêter l'attentat. Alors qu'il s'évanouit, son couteau coupe les câbles du détonateur et la bombe est arrêtée. Veronica sort de l'assemblée alors que le lycée est en joie, inconscient du danger. J.D., gravement blessé, sort derrière elle, une bombée attachée au torse, offre un éloge personnel et fait détoner la bombe. Veronica fait ensuite face à Heather Duke, prend le chouchou rouge, et promet de faire changer les choses. Elle invite ensuite Martha, sous les yeux de Heather Duke, à venir regarder un film avec elle le soir du bal de promo.

## Fiche technique
Sauf indication contraire, les informations mentionnées dans cette section peuvent être confirmées par la base de données cinématographiques IMDb,  présente dans la section « Liens externes ».
- Titre original : Heathers
- Titre français : Fatal Games
- Titre québécois : Série noire au campus
- Réalisation : Michael Lehmann
- Scénario : Daniel Waters
- Direction artistique : Kara Lindstrom
- Décors : Jon Hutman
- Costumes : Rudy Dillon
- Photographie : Francis Kenny
- Montage : Norman Hollyn
- Musique : David Newman
- Production : Denise Di Novi
- Producteurs délégués : Christopher Webster
- Sociétés de production : Cinemarque Entertainment
- Société de distribution : New World Pictures (États-Unis) ; Forum Distribution (France)
- Budget : 3 millions de dollars[3]
- Pays de production :  États-Unis
- Langues originales : anglais
- Format : Couleur - 1.85 : 1 - son Mono
- Genre : Comédie noire
- Durée : 103 minutes
- Dates de sortie :
  - États-Unis : 31 mars 1989 (sortie nationale originale) ; 8 août 2018 (ressortie 4K pour le trentième anniversaire)
  - France : 31 juillet 1991
- Classification :
  - États-Unis : R (les moins de 17 ans doivent être accompagnés d'un adulte)
  - France : interdit aux moins de 16 ans

## Distribution
- Winona Ryder (VF : Brigitte Berges) : Veronica Sawyer
- Christian Slater (VF : Mathias Kozlowski) : Jason « J.D. » Dean
- Shannen Doherty (VF : Véronique Alycia) : Heather Duke
- Lisanne Falk (en) (VF : Hélène Chanson) : Heather McNamara
- Kim Walker (en) (VF : Nathalie Spitzer) : Heather Chandler
- Lance Fenton (VF : Serge Faliu) : Kurt Kelly
- Patrick Labyorteaux (VF : Philippe Vincent) : Ram Sweeney
- Penelope Milford (VF : Véronique Augereau) : Mme Pauline Fleming
- Carrie Lynn : Martha Dunnstock
- Renée Estevez (VF : Véronique Rivière) : Betty Finn
- Jeremy Applegate : Peter Dawson
- Glenn Shadix (VF : Mario Santini) : le père Ripper
- Jon Matthews : Rodney
- Phill Lewis : Dennis
- Jennifer Rhodes : Mme Sawyer
- William Cort (en) (VF : Marcel Guido) : Mr Sawyer
- Kirk Scott : « Big Bud » Dean
- Larry Cox : David
- Kent Stoddard (VF : Éric Missoffe) : Brad
- John Ingle : le principal Gowan
- Stuart Mabray (VF : Jean-Jacques Nervest) : Paul Hyde
- Mark Carlton : Mr Kelly
- Mark Bringelson : l'officier McCord
- Chuck Lafont (VF : Georges Caudron) : l'officier Milner
- Jim Trenton (en) (VF : Jean-Jacques Nervest) : le présentateur de Hot Probs

 Source et légende : version française (VF) sur RS Doublage

## Production

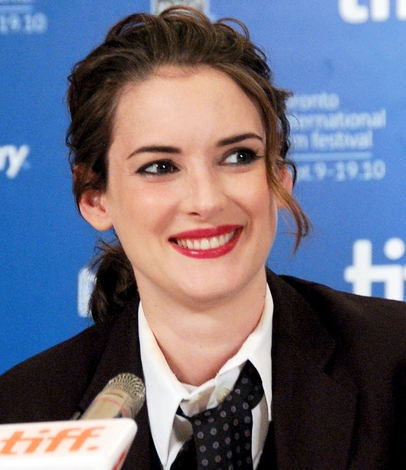
Winona Ryder, l'interprète de Veronica Sawyer, en 2010.

### Genèse
Lorsque Daniel Waters commence à écrire le scénario du film en tant que script spéculatif, il a en tête Stanley Kubrick pour la réalisation. Il écrit d'ailleurs la scène de la cafétéria en hommage au film Full Metal Jacket de ce dernier.
Après plusieurs tentatives de faire parvenir le scénario à Stanley Kubrick, Daniel Waters se tourne vers le réalisateur Michael Lehmann qui accepte de s'occuper du projet avec la productrice Denise Di Novi.

### Attribution des rôles
Le casting du film fut compliqué car de nombreux acteurs refusèrent d'auditionner à cause des sujets trop sombres abordés dans le film. Les actrices Justine Bateman et Jennifer Connelly furent contactées pour le rôle de Veronica qu'elle refusèrent. Brad Pitt auditionna pour le rôle de « J.D. » mais l'équipe du film prit la décision de ne pas le garder par peur que son côté « gentil garçon » ne le rende pas crédible à l'écran. Par la suite, Johnny Depp, Jason Bateman, Judd Nelson et Jim Carrey furent également approchés pour auditionner pour le rôle. Peu de temps après, Christian Slater signe pour le rôle.
Winona Ryder, encore adolescente à l'époque, eu un coup de cœur pour le scénario. Elle demande donc à Daniel Waters d'auditionner pour le rôle de Veronica, qu'elle remporte par la suite. Lors d'une interview pour la promotion de Beetlejuice Beetlejuice en 2024, l'actrice dévoile que son agent de l'époque l'avait supplié de ne pas accepter le rôle car il pensait que le film allait ruiner sa carrière. Ryder confirme avoir par la suite perdu un rôle dans un film à cause de Fatal Games après qu'un réalisateur ait été choqué par le film.
Le rôle d'Heather Chandler fut proposé à Heather Graham qui le refusa. Le rôle fut donc offert à Kim Walker, qui fréquentait Christian Slater à l'époque. Finalement, Heather Graham décida d'accepter un autre rôle dans le film, celui Heather McNamara. Âgée de dix-sept ans à l'époque, sa mère ne l'autorisa pas à signer pour le rôle, gênée à l'idée de voir sa fille dans un film aussi sombre. Le rôle fut offert à Lisanne Falk.

### Tournage

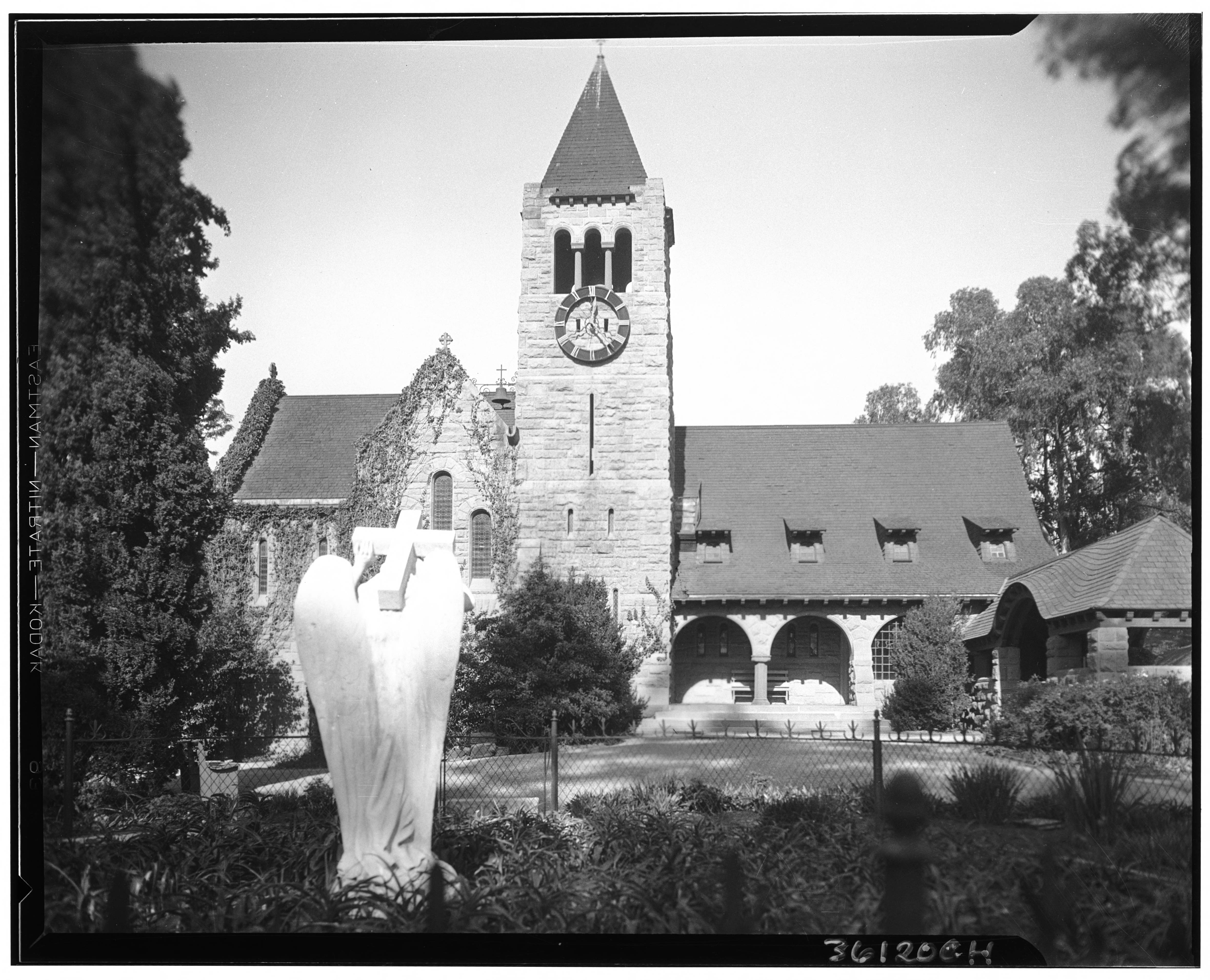
L'église Church of the Angels à Pasadena où a été tournée une scène du film.

Le tournage du film se déroula sur 32 jours entre juillet et août 1988 à Los Angeles. Les scènes au lycée furent tournées dans trois écoles différentes : Corvallis High School à Studio City, Verdugo Hills High School à Sunland-Tujunga et John Adams Middle School à Santa Monica.
La scène des funérailles fut tournée à l'église Church of the Angels à Pasadena, qui fut ensuite utilisée pour les tournages de la série Buffy contre les vampires et du film Pour le meilleur et pour le rire.
Le décor utilisé pour la cuisine de Heather Chandler et Heather Duke est le même, seuls quelques éléments ainsi que la couleur ont été changés.

### Musiques
Le film utilise deux versions de la chanson Que sera, sera (Whatever Will Be, Will Be), la première par la chanteuse Syd Straw et la seconde, pendant le générique de fin, par le groupe Sly and the Family Stone. Dans les commentaires du DVD, la productrice Denise Di Novi dévoile que l'équipe du film voulait au départ utiliser la version originale de Doris Day mais cette dernière refusa, ne voulant pas voir son nom associé à un projet qu'elle considère comme blasphématoire.
La chanson Teenage Suicide (Don't Do It) interprétée dans le film par le groupe fictionnel Big Fun fut écrite et produite par le musicien Don Dixon et est interprétée par Dixon avec Mitch Easter, Angie Carlson et Marti Jones. La chanson s'inspire et se moque du titre Don't Try Suicide de Queen.

## Accueil

### Critiques
Le film reçoit généralement des critiques positives. Sur le site agrégateur de critiques Rotten Tomatoes, il obtient un score de 96 % de critiques positives, avec une note moyenne de 7,9/10 sur la base de 45 critiques positives et 2 négatives. Il obtient le statut « Frais », le certificat de qualité du site.
Le consensus critique établi par le site résume que, « sombre, cynique et subversif, Fatal Games applique gentiment une tronçonneuse sur les conventions du film qui se passe lycée - changeant les règles pour les comédies pour adolescents qui suivirent. »
Sur Metacritic, il obtient un score positif de 73/100 sur la base de 19 critiques.
Le film est considéré comme un tournant dans l'histoire des comédies pour adolescents et beaucoup considèrent que d'autres comédies satirique mettant en scène des lycéens comme Jawbreaker ou Lolita malgré moi (Mean Girls) n'auraient peut-être pas vu le jour sans Fatal Games.

### Box-office
| Pays ou région | Box-office     | Date d'arrêt du box-office | Nombre de semaines |
| -------------- | -------------- | -------------------------- | ------------------ |
| France         | 20 434 entrées | -                          | -                  |
| États-Unis     | 1 108 462 $    | 4 mai 1989                 | 5                  |

## Autour du film

### Succès en vidéo et ressortie
Le film a d'abord été vendu sur VHS à partir de 1989 aux États-Unis et rencontre un fort succès, permettant de rattraper son échec au box-office. Il commence alors à développer une communauté de fans et devient de plus en plus une référence, autant au près des adolescents que des adultes.
Avec le temps, le film obtient le statut de film culte et connaît alors de nombreuses rééditions en Laserdisc puis en DVD. Pour les vingt-ans du film, il est remasterisé en haut-définition pour une édition en Blu-ray.
Pour son trentième anniversaire en 2018, une nouvelle remasterisation du film est effectuée, en 4K cette fois-ci. Elle est proposée dans les cinémas américains et britanniques à partir du 8 août 2018 avant d'être éditée en vidéo.

### Classements et hommage
En 2008, le magazine Empire réalise une liste des cinq cents meilleurs films de tous les temps. Le film y est classé à la 412e place.
En 2015, le magazine Entertainment Weekly publie une liste des cinquante meilleurs films au lycée de tous les temps où le film figure à la cinquième place.
Le film est l'une des principales inspirations de la série télévisée américaine Scream Queens, l'un de ses créateurs, Ryan Murphy, la décrivant comme une rencontre entre le film et Vendredi 13. Comme le film, la série met en scène un groupe de jeunes filles répondant au même prénom.
La série fait d'ailleurs un clin d'œil à la scène où les « Heathers » enterrent Veronica, laissant uniquement passer sa tête dans son premier épisode. Durant la scène finale de l'épisode, les « Chanel » enterrent de la même façon les filles voulant rejoindre leurs sororité. Un second clin d'œil est fait plus tard dans la saison lors des funérailles de Chanel #2. La chanson Que sera, sera (Whatever Will Be, Will Be) est également présente dans le troisième épisode.
Plusieurs musiciens ont été inspirés par le film. Jessica Origliasso du groupe australien The Veronicas, a dévoilé lors d'un interview que le nom du groupe était inspiré du personnage de Veronica Sawyer. Lors de ses débuts en 2004, le DJ et compositeur américain Skrillex était membre du groupe From First to Last dont le titre du premier album était « Dear Diary, My Teen Angst Has a Body Count », une citation de Veronica dans le film.
En 2019, un épisode de la troisième saison de la série télévisée Riverdale rend hommage au film avec le personnage de Kevin Keller qui monte une production de l'adaptation en comédie musicale du film. La série avait déjà citée le film lors d'un épisode de cette même saison, avec la jeune Penelope Blossom qui demande à ses camarades s'ils sont allés voir le film.

## Adaptations

### Comédie musicale

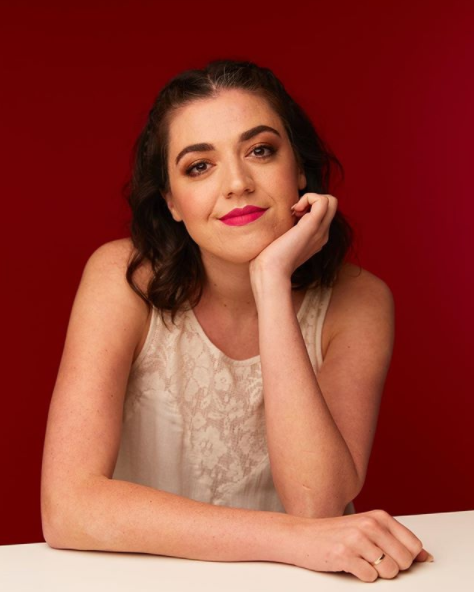
Barrett Wilbert Weed, l'interprète de Veronica Sawyer dans la comédie musicale en Off-Broadway.

En 2010, le film est adapté en comédie musicale par Andy Fickman sous le titre Heathers: The Musical. Avant de voir le jour sous sa forme définitive, plusieurs essais ont été réalisés à Los Angeles ainsi que trois représentation au Joe's Pub de New York avec Annaleigh Ashford dans le rôle de Veronica, Jenna Leigh Green dans celui de Heather Chandler et Jeremy Jordan dans celui de « J.D. ».
Le version définitive du spectacle est joué pour la première fois à Los Angeles à la fin de 2013 pour plusieurs représentations avant première avant d'être lancée officiellement en Off-Broadway au New World Stages à New York début 2014. La distribution originale est composée notamment de Barrett Wilbert Weed dans le rôle de Veronica, Ryan McCartan dans celui de « J.D. » et Elle McLemore dans celui de Heather McNamara.
Le spectacle fut reçu positivement par la critique et le public, considéré comme fidèle au film mais tout en apportant sa touche personnelle à l'histoire. Les musiques et les chorégraphie rencontrèrent également un certain succès.
Une version australienne du spectacle fut jouée au Hayes Theatre de Sydney en 2015. Des versions brésiliennes et argentines ont été également produites. Dans certains pays, comme en Pologne ou en France, des troupes amateurs ont également produites des versions indépendantes et non officielles du spectacle.
En 2018, une adaptation britannique a été lancée au The Other Palace, un théâtre en Off-West End à Londres durant l'été avant d'être transférée pendant douze semaines supplémentaires au Theatre Royal Haymarket, à West End, dès septembre. Cette version contient plusieurs modifications faites par les auteurs originaux du spectacle. À la suite de son succès, la décision est prise d'en faire la version officielle du spectacle qui sera utilisée pour toutes les futurs productions. Son succès lui permet également de revenir à l'affiche pour deux productions supplémentaires, d'abord en 2021 pour quatre mois au Theatre Royal Haymarket puis en 2022 pour cinq mois au The Other Palace. L'une des représentations de cette dernière production fut enregistrée et diffusée sur le service de streaming américain The Roku Channel, et est sorti en DVD, Blu-Ray et digital dans d'autres pays. Trois tournées britanniques ont également étés organisées en 2021, 2023 puis en 2024.
Une version déconseillée aux moins de 13 ans a été écrite spécialement par ses auteurs à destination des lycées américains qui souhaiterait louer les droits du spectacle pour le jouer. Quelques chansons de la version scolaire de la comédie musicale ont également été reprises en 2019 par certains acteurs de la série télévisée Riverdale dans le seizième épisode de la troisième saison qui est un épisode musical où le lycée de la ville monte une production du spectacle. Un album contenant les reprises des acteurs est sorti en version digitale.

### Série télévisée
En 2018, une série télévisée basée sur le film devait être diffusée sur Paramount Network. Prévue pour être une anthologie, chaque saison aurait été indépendante. La première saison est une adaptation libre et modernisé du film. Les autres saisons auraient reprit le concept du film mais avec de nouveaux personnages et un nouveau contexte.
Mais la série a été repoussée à la suite de la fusillade de Parkland. En effet, comme le film, elle aborde de façon satirique le sujet de la violence en milieu scolaire. Elle est ensuite complètement abandonnée par la chaîne après qu'une nouvelle fusillade en milieu scolaire ai eu lieu dans le pays. Paramount Network n'étant pas à l'aise à l'idée de diffuser une série abordant un tel sujet étant donné le climat du pays.
Lors de l'abandon de la série, la saison était entièrement tournée et disposait d'une fin. La compagnie de production Lakeshore Entertainment décide alors de vendre les droits de diffusion à plusieurs chaînes étrangères. La série a alors été diffusée au cours de l'été 2018 dans plusieurs pays, majoritairement européens, dont l'Espagne, la Suède, la Finlande ou encore la Norvège avant d'être finalement récupérée par Paramount Network, qui la diffuse dans une version censurée en octobre 2018.
Une deuxième saison se déroulant au sein de la cour de Marie-Antoinette d'Autriche a été écrite et devait être proposée à Paramount Network en cas de succès. Néanmoins, le président de la chaîne confirme plus tard qu'il ne prévoit pas de relancer la série à la suite de la diffusion de sa première et unique saison.

## Distinctions
Sauf indication contraire, les informations mentionnées dans cette section peuvent être confirmées par la base de données cinématographiques IMDb,  présente dans la section « Liens externes ».

### Récompenses
- Festival du film de Turin 1989 : Mention spéciale pour la performance de Winona Ryder
- Film Independent's Spirit Awards 1990 : Meilleur film
- Prix Edgar-Allan-Poe 1990 : Meilleur scénario pour un film

### Nominations
- Festival du film de Turin 1989 : Meilleur film
- Festival du cinéma américain de Deauville 1989 : Prix du jury
- Festival du film de Turin 1990 : Grand prix du jury pour un film dramatique
- Film Independent's Spirit Awards 1990 :
  - Meilleur scénario
  - Meilleure actrice pour Winona Ryder
- Chicago Film Critics Association 1990 :
  - Meilleure actrice pour Winona Ryder
  - Meilleur espoir féminin pour Winona Ryder (également pour son rôle dans Great Balls of Fire!)
  - Meilleur espoir masculin pour Christian Slater